# 1519 Kajaani
Az 1519 Kajaani (ideiglenes jelöléssel 1938 UB) a Naprendszer kisbolygóövében található aszteroida. Yrjö Väisälä fedezte fel 1938. október 15-én, Turkuban.